# Milan Vincetič
Milan Vincetič, slovenski pesnik in pisatelj, * 11. oktober 1957, Murska Sobota, † 2. oktober 2017, Stanjevci.

## Življenje
Starši so mu bili kretničar Janko Vincetič in Estera. V Stanjevcih, na Goričkem je odrasel. Gimnazijo je obiskoval v Murski Soboti. Šolanje je nadaljeval na Filozofski fakulteti v Ljubljani, kjer je diplomiral iz slovenistike. Najprej je deloval kot profesor na srednji kmetijski šoli v Murski Soboti, v tem obdobju je bil tudi urednik revije Separatio. Sledilo je delo urednika na Pomurski založbi, kasneje pa je postal urednik za liriko pri Sodobnosti in urednik za literaturo pri reviji Mentor. Delal je tudi na SPTŠ Murska Sobota kot profesor slovenščine.

## Delo
Njegova literarna dela so pisana v slogu modernizma in postmodernizma, ki ga v svojih pesniških zbirkah upoveduje samosvoje. Poleg poezije piše tudi kratke zgodbe, romane in radijske igre. Izdal je dve knjigi pripovedi za otroke, kjer piše v knjižni slovenščini in v prekmurščini, da bi s tem oživil prekmursko književnost.
Je avtor knjižnih ocen in esejev. Njegove pesniške zbirke so prevedene v francoščino, finščino, hrvaščino, makedonščino in madžarščino.
Svoje pesniške zbirke obilčajno razdeli v več ciklov. Zanimajo ga davni zgodovinski časi, v katerih se prepletata zgodovina in mit. Oživljanje minulega sveta upoveduje s preobrati od nežne h grobi govorici, od slikanja detaljov k širokim razgledom. V pesmih raziskuje zvok in išče nove pomene besed.

### Poezija
- Kot slutnja radovedno, (skupaj z Valerijo Perger in Ferijem Lainščkom), (1981)
- Zanna, (1983)
- Arka, (1987)
- Finska, (1988)
- Tajmir, (1991)
- Divan, (1993)
- Tanin, (1998)
- Balta, (2001)
- Lakmus, (2003)
- Raster, (2005)
- Retuše, (2007)
- Vidke, (2009)

### Proza
- Za svetlimi obzorji, (s Ferijem Lainščkom), (1988)
- Nebo nad Ženavljami, (1992) - kratki roman
- Obrekovanje Kreča, (1995)
- Ptičje mleko, (1995)
- Goreči sneg, (1998) - roman
- Šift v idini/Parnik v ajdi, (v prekmurščini in slovenščini 1999)
- Žensko sedlo, (2002)
- Talon, (2007)
- Pobeglo morje/Vujšlo mordje, (v prekmurščini in slovenščini 2009)
- Lebdeča prikazen/Lebdejča prilika, (v prekmurščini in slovenščini 2014)
- Luna na mesecu/Luna na mejseci, (v prekmurščini in slovenščini 2017)

### Dramatika - radijske igre
- Panonsko morje, uprizorjeno leta (1990)
- Vodnjak, uprizorjeno leta (1991)

### Dela za mladino
- Srebrni brejg, (v prekmurščini in slovenščini soavtorja F. Lainšček, M. Roš), (1995)
- Mislice - Pravljice, (v prekmurščini in slovenščini soavtorja F. Lainšček, Marijana Sukič), (2000)

## Nagrade
- Nagrada Prešernovega sklada - za delo Lakmus (2004)
- velenjica-čaša nesmrtnosti - za vrhunski desetletni slovenski pesniški opus v 21. stoletju (2007)